# Арсенат ртути(II)
Арсенат ртути(II) — неорганическое соединение,
соль ртути и мышьяковой кислоты
с формулой Hg3(AsO4)2,
жёлтые кристаллы,
слабо растворяется в воде.

## Физические свойства
Арсенат ртути(II) образует жёлтые кристаллы (перекристаллизация из сильнокислых растворов)
моноклинной сингонии,
пространственная группа P 21/c,
параметры ячейки a = 1,00049 нм, b = 1,17555 нм, c = 0,65374 нм, β = 99,687°, Z = 4,
структура типа фосфата ртути(II) Hg3(PO4)2.
Слабо растворяется в воде.